# Cantone di Bois-Guillaume
Il Cantone di Bois-Guillaume è una divisione amministrativa dell'arrondissement di Rouen. Dal 1º gennaio 2012 al 31 dicembre 2013, per effetto della fusione dei comuni di Bois-Guillaume e Bihorel, era denominato cantone di Bois-Giullaume-Bihorel, ma ha ripreso il nome precedente dopo che i due comuni sono tornati separati.
A seguito della riforma complessiva dei cantoni del 2014 è passato da 3 a 19 comuni.

## Composizione
Prima della riforma del 2014 comprendeva i comuni di:
- Bihorel
- Bois-Guillaume
- Isneauville

Dal 2015 comprende i comuni di:
- Anceaumeville
- Authieux-Ratiéville
- Bihorel
- Le Bocasse
- Bois-Guillaume
- Bosc-Guérard-Saint-Adrien
- Claville-Motteville
- Clères
- Esteville
- Fontaine-le-Bourg
- Frichemesnil
- Grugny
- La Houssaye-Béranger
- Isneauville
- Mont-Cauvaire
- Montville
- Quincampoix
- Saint-Georges-sur-Fontaine
- Sierville